# Nieuport-Delage NiD 62
Nieuport-Delage NiD 62 a letouny od tohoto stroje odvozené tvořily rodinu francouzských stíhacích vzpěrových hornoplošníků. První verze těchto letounů mohly být nazývány i „jednoapůlplošníky“, protože byly vybaveny i spodním, podstatně menším pomocným křídlem.

## Vývoj a popis
Tento letoun vznikl jako následovník dlouhé řady stíhacích letounů Nieuport-Delage, které byly navrhovány a stavěny v letech, které následovaly po 1. světové válce. Jeho přímým bezprostředním předchůdcem, ze kterého byl přímo vyvinut, a kterému se i velmi podobal, byl typ Nieuport-Delage NiD 42. Souběžně s typem NiD 62 byl vyvíjen i typ Nieuport-Delage NiD 52, který byl vlastně kovovou verzí letounu NiD 62.
První letoun NiD 62 poprvé vzlétnul v lednu 1928. Oproti typu NiD 42 měl upravené křídlo a vodorovné ocasní plochy. Zachována však byla výzbroj, kterou tvořily dva kulomety ráže 7,7 mm v trupu i motor Hispano-Suiza 12Hb o výkonu 500 koní. První objednávka zněla na 25 letounů. Následně bylo objednáno dalších 295 strojů a do standardu NiD 62 byly upraveny i zbylé letouny NiD 42. 50 vyrobených strojů bylo určeno pro francouzské námořní letectvo. Poslední letoun NiD 62 byl dokončen v roce 1930.
Tři stroje NiD 62 byly upraveny do cvičné dvouplovákové verze označené NiD 621. Verze sloužila k výcviku pilotů pro účast na Schneiderově poháru. Poté byly vráceny zpět do standardu NiD 62.
Letouny však měly tendenci přecházet do ploché vývrtky, a proto bylo přistoupeno ke změně konstrukce křídla. Tyto letouny dostaly posléze označení NiD 622. Tyto letouny měly stejné rozpětí křídel, ale vlivem změn se zmenšila nosná plocha o 1,69 m². I když tato koncepce byla již zastaralá, bylo v září 1930 objednáno 180 letounů této verze (postaveno jen 130). Pohonnou jednotkou byl kapalinou chlazený vidlicový dvanáctiválec Hispano-Suiza H.S.12Hb o vzletovém výkonu 368 kW s dvoulistou nestavitelnou kovovou vrtulí.
Jeden letoun NiD 62 byl v roce 1931 vybaven nepřeplňovaným motorem Lorraine 12Fa Courlis jako NiD 623. Tento letoun již neměl pomocné dolní křídlo. Další dvojice letounů, označená NiD 624, byla vybavena motorem Hispano-Suiza 12M. Tyto letouny rovněž neměly pomocné křídlo stejně jako jeden letoun NiD 622 používaná pro zkoušky padáků pod označením NiD 625 v roce 1929.
Další vyráběnou verzí byla exportní verze pro Peru označená NiD 626, někdy označovaná i NiD 62 Péruvien. Tato verze měla nepřeplňovaný motor Lorraine 12Hdr o výkonu 500 k a křídlo letounu NiD 622. Pomocné křídlo bylo odstraněno. Bylo objednáno 20 letounů, které byly vyrobeny v letech 1932–33.
V roce 1931 byly dva letouny NiD 62 vybaveny motory Hispano-Suiza 12Md. První dostal kompresor Farman-Waseige a byl označen NiD 628. Druhý, označený NiD 629, dostal mechanický kompresor Szydlowski-Planiol. Při srovnávacích zkouškách se prokázal jako lepší NiD 629. Proto byl následně přestavěn další letoun NiD 622 na druhý prototyp a posledních 50 objednaných strojů NiD 622 bylo vyrobeno jako NiD 629.

## Operační historie
NiD 62 byl postaven v roce 1931 jako stíhací letoun pro francouzské letectvo (Armée de l'Air). Sloužil do konce 30. let 20. století, kdy byl nahrazen modernějšími stíhacími jednoplošníky. V době vypuknutí 2. světové války v září 1939 sloužilo u letectva ještě 153 letounů NiD 62/622 C1 u jednotek ERC 1 a 2 v Rouenu. V severní Africe bylo z tohoto počtu 39 strojů u jednotek ERC 571, 572 a 573. Většina z nich sloužila u jednotek regionální obrany a školních jednotek. Zbytek byl uskladněn. Několik letounů složilo i pro vlekání cvičných terčů.
Dva letouny NiD 62 zakoupilo Turecko a tři Rumunsko k testování.
Po francouzské kapitulaci v červnu 1940 německá Luftwaffe neprojevila o tyto letouny zájem. Letouny byly následně sešrotovány. Ani jeden z nich se do konce války nedochoval.

## Varianty

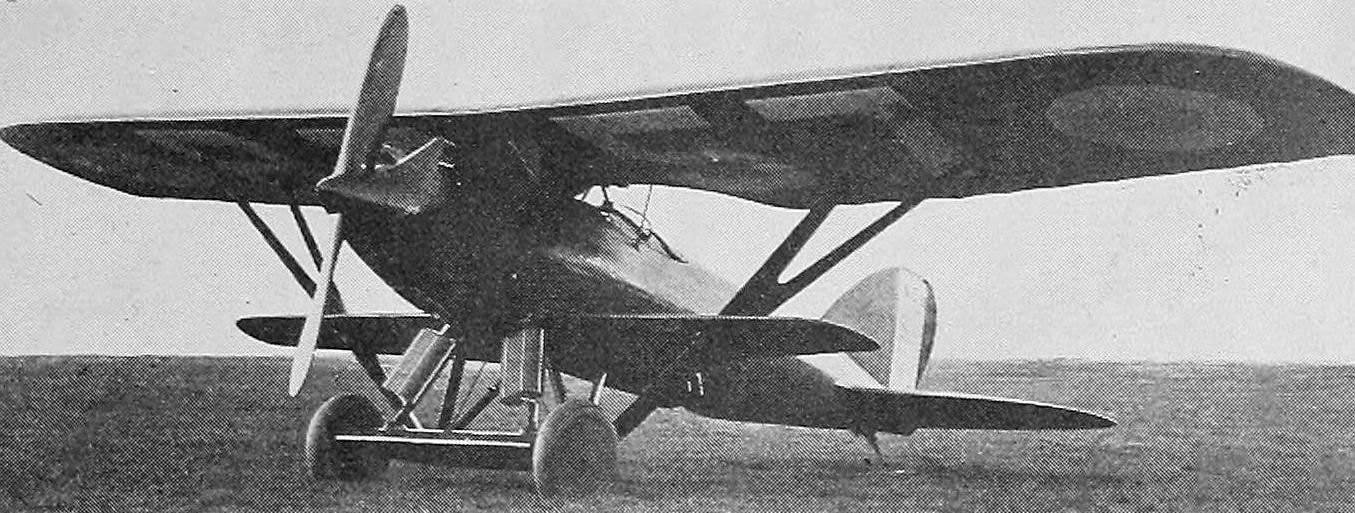
Nieuport Delage Ni-D.62

Nieuport-Delage NiD 62
Jednomístný stíhací letoun. Postaveno 320 strojů. Několik strojů NiD 42 bylo upraveno na tento typ. Při generálních prohlídkách byly letouny upravovány na typ NiD 622.
Nieuport-Delage NiD 621
Specializovaná cvičná verze s plováky. Upraveny 3 stroje z verze NiD 62. Později přestavěny zpět.
Nieuport-Delage NiD 622
Jednomístný stíhací letoun s upraveným křídlem. Postaveno 130 strojů a další stroje byly na tento typ upraveny z verze NiD 62.
Nieuport-Delage NiD 623
Jeden NiD 62 vybavený motorem Lorraine 12Fa Courlis bez pomocného křídla.
Nieuport-Delage NiD 624
Dva letouny NiD 622 vybavené motorem Hispano-Suiza 12M bez pomocného křídla.
Nieuport-Delage NiD 625
Jeden NiD 622 upravený k experimentům s padáky. Bez pomocného křídla.
Nieuport-Delage NiD 626
Vývozní verze letounu NiD 622. 20 letounů bylo v roce 1933 prodáno do Peru.
Nieuport-Delage NiD 628
Jednomístný stíhací letoun poháněný motorem Hispano-Suiza 12Md s kompresorem Farman-Waseige. Jeden letoun přestavěn z letounu NiD 622.
Nieuport-Delage NiD 629
Jednomístný stíhací letoun poháněný motorem Hispano-Suiza 12Mdsh s výkonem 500 k (373 kW). Jeden letoun přestavěn z letounu NiD 622. Postaveno 50 nových strojů.

## Specifikace (NiD 622)
Technické údaje pocházejí z publikace „A Gallic Rarity...The ‚One-and-a-Half‘ Nieuport-Delage“.

### Technické údaje
- Posádka: 1
- Rozpětí: 12,00 m
- Délka: 7,63 m
- Výška: 3,00 m
- Nosná plocha: 27,41 m²
- Plošné zatížení: ? kg/m²
- Prázdná hmotnost: 1 324 kg
- Max. vzletová hmotnost: 1 880 kg
- Pohonná jednotka: 1× vidlicový motor Hispano-Suiza 12Hb
- Výkon pohonné jednotky: 500 k (373 kW)

### Výkony
- Cestovní rychlost: ? km/h ve výšce ? m
- Maximální rychlost: 270 km/h (168 mph) na hladině moře
- Dolet: 900 km
- Dostup: 7 700 m (25 300 stop)
- Výstup do 3 000 m: 5,3 min.
- Výstup do 4 000 m: 7,5 min.

### Výzbroj
- 2× synchronizovaný kulomet v trupu ráže 7,7 mm

## Uživatelé
Francie
- Francouzské letectvo
- Francouzské námořní letectvo

 Peru

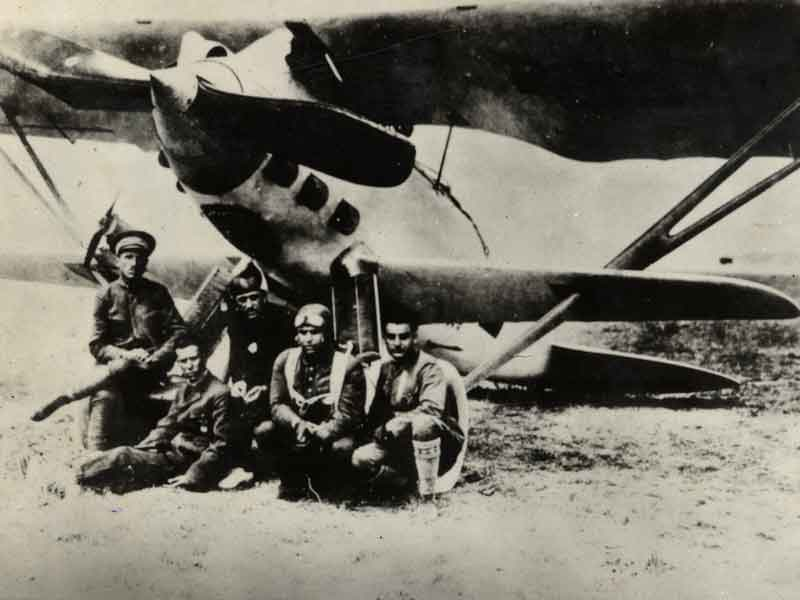
Turecký Nieuport-Delage NiD 62

- Peruánské letectvo – koupilo 20 letounů.

 Rumunsko
- Rumunské letectvo – koupilo 3 letouny.

 Turecko
- Turecké letectvo – koupilo 2 letouny.

#### Související vývoj
- Nieuport-Delage NiD 42
- Nieuport-Delage NiD 52